# Trilema de Rodrik
El Trilema de Rodrik és una teoria politico-econòmica postulada per l'economista turc Dani Rodrik en un article científic i més endavant divulgada en el seu llibre La paradoxa de la globalització. L'enunciat planteja una conjuntura tripartida davant del context de globalització, pel qual planteja que les societats, o els estats, no poden optar al mateix temps per sostenir alts nivells de globalització econòmica, sobirania nacional i democràcia.
Segons Rodrik, intentant elevar els nivells de dos de qualsevol de les tres arestes abans esmentades, l'eix restant tendeix a ressentir-se i, per tant, és afectat negativament. Enfront d'aquest dilema de tres components, Rodrik planteja que els Estats deuen, necessàriament, renunciar a una d'elles.